# Marco digital

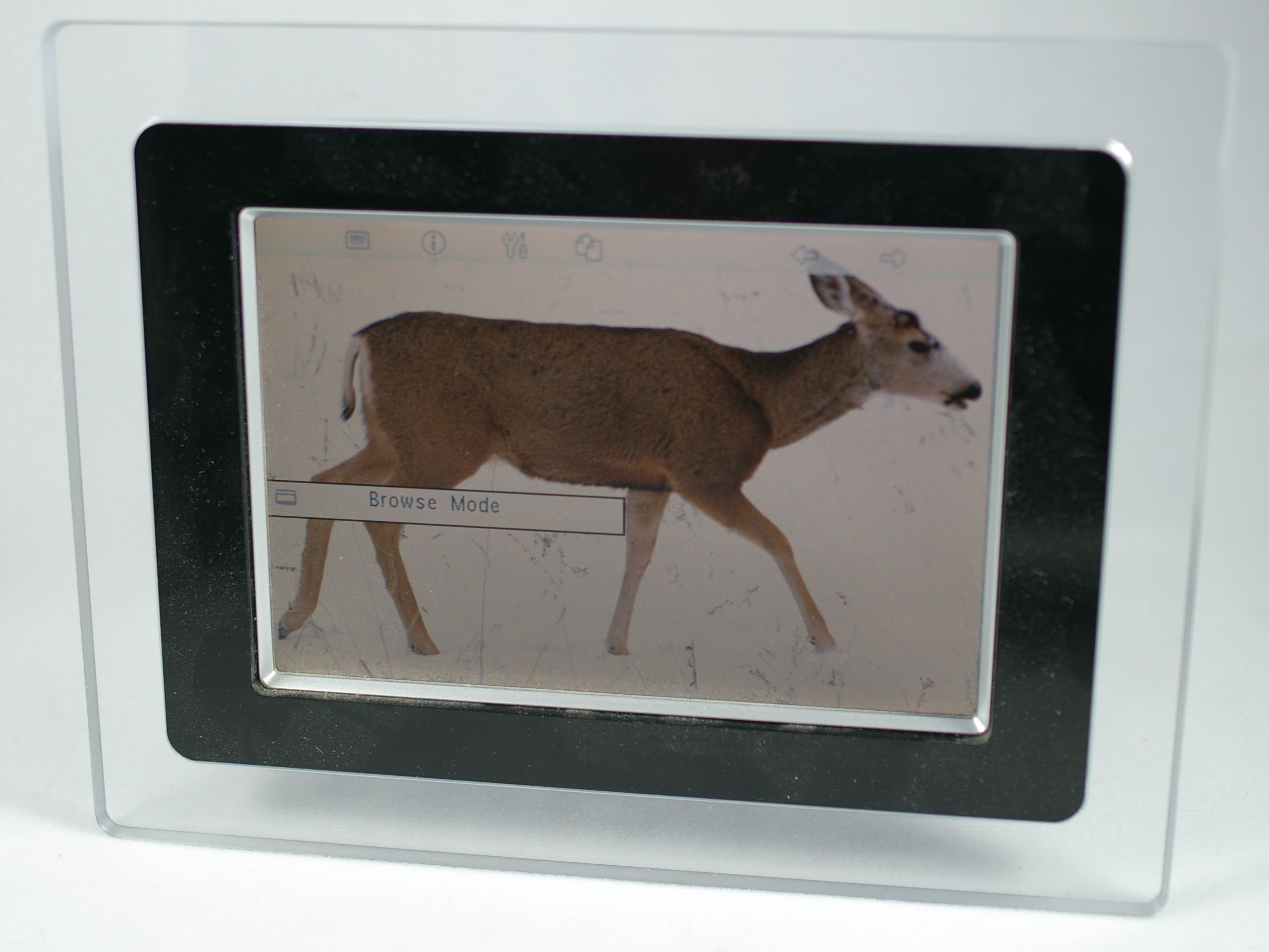

Un marco digital, o marco de fotos digitales, es un dispositivo que muestra fotografías digitales sin necesidad de utilizar una computadora. Los marcos de fotos digitales suelen mostrar las fotos directamente desde la tarjeta de memoria de una cámara digital, aunque también proporcionan memoria interna de almacenamiento. Algunos marcos permiten a los usuarios cargar imágenes a través de una conexión USB.  En las versiones más modernas, los marcos digitales pueden reproducir música y vídeos, cargan imágenes desde Internet, disponen de funciones de despertador, etc. 

## Características
La mayoría de marcos de fotografía digital muestran las fotos como una presentación de diapositivas y por lo general con un intervalo de tiempo ajustable.
Su tamaño ronda entre 7 y 8 pulgadas de media. En algunos modelos el ancho de la imagen se ajusta para alcanzar una relación de aspecto de 16:9, lo que produce una distorsión apreciable.
Además de diversos formatos de imagen, hay modelos de marcos digitales que también pueden soportar distintas extensiones de vídeos y de audio. Algunos marcos también pueden cargar las imágenes a través de Internet mediante el  correo electrónico o proveedores cloud.
Hay marcos que pueden mostrar archivos de texto (con extensión .txt).
Algunos marcos pueden enviar fotos a la impresora. Otros modelos incluyen una batería recargable.

## Composición
Un marco de foto digital consta de las siguientes partes (ampliables según la gama):
1. El panel LCD
2. Memoria interna
3. Lector de tarjeta de memoria (y puerto USB)
4. El software del dispositivo
5. El marco exterior